# Nora Springs (Iowa)
Nora Springs es una ciudad ubicada en el condado de Floyd en el estado estadounidense de Iowa. En el Censo de 2010 tenía una población de 1431 habitantes y una densidad poblacional de 249,78 personas por km².

## Geografía
Nora Springs se encuentra ubicada en las coordenadas 43°8′42″N 93°0′32″O / 43.14500, -93.00889. Según la Oficina del Censo de los Estados Unidos, Nora Springs tiene una superficie total de 5.73 km², de la cual 5.66 km² corresponden a tierra firme y (1.22%) 0.07 km² es agua.

## Demografía
Según el censo de 2010, había 1431 personas residiendo en Nora Springs. La densidad de población era de 249,78 hab./km². De los 1431 habitantes, Nora Springs estaba compuesto por el 99.09% blancos, el 0.07% eran afroamericanos, el 0% eran amerindios, el 0.21% eran asiáticos, el 0% eran isleños del Pacífico, el 0.07% eran de otras razas y el 0.56% pertenecían a dos o más razas. Del total de la población el 1.4% eran hispanos o latinos de cualquier raza.